# Плазменная сварка
Плазменная сварка — сварка, источником энергии при которой является плазменный поток.
Используется для сварки нержавеющих сталей, вольфрама, молибдена, сплавов никеля в авиационной промышленности, приборостроении. Плазменная сварка характеризуется глубоким проплавлением металла, что позволяет сваривать металлические листы толщиной до 9 мм. Выполняется в любом положении в пространстве.

## Сущность
В плазменной сварке для получения плазмы применяются плазменные горелки, состоящие из вольфрамового электрода, труб водяного охлаждения, подачи газа, сопла плазмы.
Температура в плазменной дуге достигает 30 000°С, в отличие от плазмы электрической дуги, температура которой — 5000-7000°С.
В плазмотроне в зону плазменной дуги подводится газ, образующий плазму. Газ нагревается дугой и ионизируется. Благодаря тепловому расширению газа, увеличивающему объём газа в 50-100 раз, происходит скоростное истекание его из канала сопла плазмотрона. Кинетическая энергия ионизированных частиц газа и тепловая энергия являются основными источниками энергии для сварки.
В плазмотроне используются в основном горелки постоянного тока.
В плазменной сварке возможны следующие разновидности:
- сварка плазменной дугой, горящей между не плавящимся электродом и изделием,
- сварка плазменной струей, горящей между не плавящимся электродом и соплом плазмотрона. Плазма выдувается газовой струей.

В качестве плазмообразующего газа используются: азот, кислород, аргон, воздух.

## Разновидности
В зависимости от величины тока в плазме различают следующие виды плазменной сварки: микроплазменная (0,1-50 А); на средних токах (50-150А); на больших токах (ток более 150А).
Микроплазменная сварка позволяет избежать прожогов в металле. Сварка на больших токах происходит с полным проплавлением металла. Возможна сварка толщин до 8 мм за один проход, без разделки кромок, что позволяет экономить производственное время, затрачиваемое на подготовку кромок и время, затрачиваемое на несколько проходов.

## Преимущества
Сварка плазменной дугой в отличие от дуговой электрической имеет следующие преимущества:
- в плазменной сварке процесс сварки менее чувствителен к изменению длины электрической дуги;
- процесс протекает с большей температурой;
- имеет меньший диаметр дуги, которая имеет цилиндрическую форму;
- дуга горит на малых токах — от 0,2 до 30 А.

## Оборудование
Подразделяется на профессиональное и непрофессиональное.
К непрофессиональным относятся отечественные аппараты «ПЛАЗАР» (универсальный, мобильный плазменный аппарат), Мультиплаз, Горыныч. Предназначены для сварки небольших объёмов металла и толщин, применяются для ручной сварки. Как правило, плазменная струя получается при использовании спиртовых растворов или воды.
К профессиональным, предназначенным для постоянного применения на производстве, работающим в среде защитных газов (аргон), для сварки больших объёмов металла, для автоматической сварки — SBI (Австрия), Migatronic (Дания), EWM (Германия) и другие.
Такие аппараты как FoxWeld PLASMA 33 Multi, BLUE WELD BEST PLASMA 60 HF, Helvi Combi PC 302 и др. не относятся к аппаратам плазменной сварки, они относятся к аппаратам плазменной резки.